# Cabeza de mujer con cuernos de carnero
Cabeza de mujer con cuernos de carnero (Tête de femme coiffée de cornes de bélier) es un óleo sobre lienzo creado en 1853 por el pintor francés Jean-Léon Gérôme.  Este tondo (cuadro de formato redondo) de 47,5 centímetros de diámetro representa a una mujer joven con cuernos de carnero en la cabeza.
Desde 1854 la obra se conserva en el Museo de Bellas Artes de Nantes. 

## Historia
Jean-Léon Gérôme, surgido del estudio de Paul Delaroche, expuso por primera vez en el Salón de París de 1847 con el cuadro Jóvenes griegos presenciando una pelea de gallos, dándose a conocer en el panorama artístico francés. El artista siguió en esos primeros años la corriente pictórica del estilo neogriego, que mostraba escenas ambientadas en una antigua Grecia altamente idealizada y bucólica, inspirándose en los mundos idílicos cantados por los antiguos poetas griegos, como Anacreonte y Teócrito.  Así, en 1853 creó esta encantadora pieza de reminiscencia mitológica que fue adquirida al año siguiente para el museo de Nantes, después de haber sido expuesta en el Salón. 

## Descripción
El tondo muestra un busto femenino con los hombros descubiertos, apreciándose que lleva un manto de piel sobre una sedosa túnica blanca. El detalle que más resalta son los cuernos enroscados de carnero que emergen de su ondulado cabello pelirrojo recogido, los cuales le dan un toque de fantasía mitológica a esta obra, haciendo que el personaje parezca una faunesa.  No existe en la mitología grecorromana ninguna figura así, y más bien el artista debió dejar correr la imaginación en torno a las ménades o bacantes. La muchacha dirige la mirada hacia abajo, tímidamente, y se representa de perfil, para resaltar su nariz griega. 